# NGC 684
NGC 684 је спирална галаксија у сазвежђу Троугао која се налази на NGC листи објеката дубоког неба. Удаљена је приближно 135 милиона светлосних година од Земље. Открио ју је Вилхелм Хершел 26. октобра 1786.
Деклинација објекта је + 27° 38' 46" а ректасцензија 1h 50m 14,1s. Привидна величина (магнитуда) објекта NGC 684 износи 12,5 а фотографска магнитуда 13,3. Налази се на удаљености од 41,140 милиона парсека од Сунца. NGC 684 је још познат и под ознакама IC 165, UGC 1292, MCG 4-5-17, CGCG 482-22, IRAS 01474+2724, PGC 6759.